# Gyertyámos község
Gyertyámos község (románul: Comuna Cărpiniș) község Temes megyében, Romániában. Központja Gyertyámos, hozzá tartozik Kisjécsa.

## Népessége
A 2011-es népszámlálás adatai alapján a község népessége 4477 fő volt.